# George Rogers Clark
George Rogers Clark (19. november 1752–13. februar 1818) var amerikansk militærleder i det nordvestlige pionérområde under den amerikanske uafhængighedskrig. Amerikanerne regner ham som en af de store militærhelte på grund af hans erobring af Nordvestterritoriet. Hans yngre bror William var en af lederne i Lewis og Clark-ekspeditionen.